# دلیجان (فیلم)
دلیجان (به انگلیسی: Stagecoach) فیلمی در ژانر وسترن و درام ساختهٔ جان فورد در سال ۱۹۳۹ با شرکت کلر تروور و جان وین است. فیلمنامه آن از داستان کوتاهی به نام «دلیجانی به مقصد لردزبرگ» اثر ارنست هیکاکس اقتباس شده‌است. این فیلم در بعضی رأی‌گیری‌ها برترین وسترن تاریخ سینما شناخته شده است.
جان فورد وقتی کلر تروور و جان وین را برای بازی در این فیلم انتخاب کرد ۱۲ سال بود که فیلم وسترن نساخته بود.
فورد سعی کرد این فیلم را طوری بسازد که بتواند توجه تماشاچیان زن را نیز به خود جلب نماید. به این منظور با یک ماجرای عشقی به داستان اصلی رنگ و لعاب بیشتری بخشید و علاوه بر آن صحنه‌ای که در آن زنی کودکی به دنیا می‌آورد را نیز به آن اضافه نمود. اما با این حال فورد در مورد به کار بردن عناصر سنتی فیلم‌های وسترن در دلیجان کوتاهی نکرد.
به‌طور مثال در قسمت پایانی فیلم شاهد صحنه‌های پر زد و خورد هیجان انگیز فراوانی من‌جمله بین رینگو کید (Ringo Kid) و برادران پلامر (Plummer) هستیم.
صحنهٔ حمله سرخ‌پوستان به دلیجان و مسافرانش در این فیلم یکی از صحنه‌های مشهور و کلاسیک سینمای وسترن است.

## خلاصه داستان
چند نفر مسافر با شخصیت‌های نامتجانس و گوناگون برای رفتن به لردزبرگ (واقع در نیومکزیکو) سوار یک دلیجان مسافری می‌شوند: زنی بدکاره بنام دالاس که از شهر بیرونش کرده‌اند، دکتری الکلی، یک بانکدار، قماربازی بدنام (در پایان مشخص می‌شود فرزند قاضی مشهوری است)، همسر حاملهٔ یک افسر سواره نظام، یک فروشنده ویسکی، یک کلانتر و بالاخره ارابه‌رانی که خود دلیجان را می‌راند.
در بین راه مسافر دیگری بنام رینگو کید (با بازیگری جان وین) نیز سوار دلیجان می‌شود. او از زندان فرار کرده‌است و قصد دارد از برادران پلامر که پدر و برادر وی را کشته‌اند انتقام بگیرد اما به محض سوار شدن توسط کلانتر دستگیر می‌گردد. در طول مسافرت، رینگو کید دلبسته خانم دالاس می‌شود.
دلیجان و مسافرانش با یک گروه سوار نظام مواجه می‌شوند و توسط آنان مطلع می‌گردند که گرینگو و جنگجویان سرخ‌پوست آپاچی که تحت فرمان او هستند در آن حوالی دیده شده‌اند. در همین صحنه همسر افسر سوار نظام که حامله‌است به کمک دکتر الکلی کودکی بدنیا می‌آورد. با توجه به خطر سرخ‌پوستان آپاچی، مسافران به تبادل نظر می‌پردازند تا ببینند آیا بهتر است از همان راهی که آمده‌اند برگردند یا اینکه کماکان بسوی لردزبرگ برانند و در نهایت تصمیم می‌گیرند که براه خود ادامه بدهند.
رینگو کید وقتی دلیجان در یک ایستگاه میان راه توقف می‌کند موفق به فرار از دست کلانتر می‌شود. اما هنگامی که با سرخ پوستان مواجه می‌شود بر می‌گردد و بار دیگر به مسافران دلیجان می‌پیوندد. کمی بعد کلانتر برای کمک به مبارزه با سرخ پوستان و دفاع از دلیجان رینگو را آزاد می‌کند. تعقیب و گریز طولانی بین سرخ‌پوستان و دلیجان آغاز می‌گردد که در آن مرد محترم جنوبی کشته می‌شود و فروشندهٔ ویسکی نیز زخمی می‌گردد. درست زمانی که مسافران دلیجان برای دفاع از خود دیگر تیری در اسلحه ندارند، توسط سوار نظام ارتش آمریکا که به کمک آنان شتافته‌است نجات می‌یابند.
مسافرانی که از حمله سرخ پوستان جان سالم بدر برده‌اند به لردزبرگ می‌رسند. در آنجا مرد بانکدار به جرم سرقت دارایی‌های بانک توسط کلانتر شهر دستگیر می‌گردد. دالاس از رینگو می‌خواهد که فکر انتقام از برداران پلامر را از سر بیرون کند؛ ولی رینگو باید کار را تمام کند. او در یک تیراندازی لوک پلامر و دو برادر او را می‌کشد و چون به هدف خود (انتقام) رسیده‌است، به نزد کلانتر بازمی‌گردد تا توسط او بار دیگر روانه زندان گردد. اما کلانتر به کمک دکتر الکلی ترتیب فرار او می‌دهد.

## بازیگران

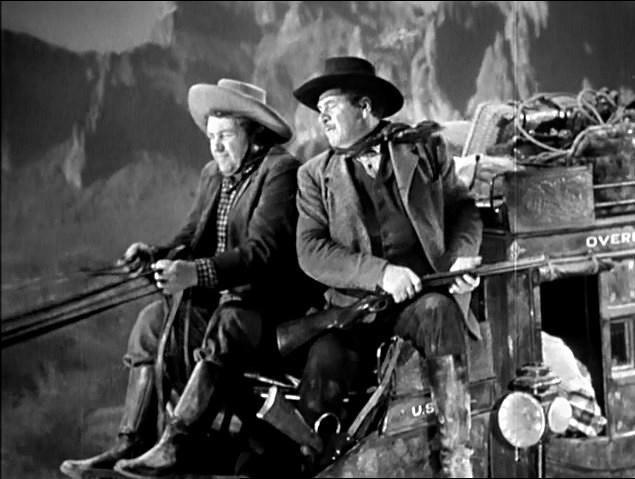
اندی دیواین و جرج بنکرافت

- کلر تروور در نقش دالاس
- جان وین در نقش هنری «رینگو کید»
- توماس میچل در نقش دکتر بون
- اندی دیواین در نقش باک ریکابا
- جان کارادین در نقش هتفیلد
- جرج بنکرافت در نقش کرلی ویلکاکس
- لوئیس پلات در نقش لوسی ملری
- دونالد میک در نقش ساموئل پیکاک
- برتون چرچیل در نقش هنری گیت‌وود

### با حضور
- تیم هالت در نقش ستوان ببلنچرد
- تام تایلر در نقش لوک پلامر
- کریسپین مارتین در نقش کریس
- الویرا ریوز در نقش یاکیما
- برندا فَولر در نقش خانم گیت‌وود
- فرانسیس فورد در نقش بیلی پیکت
- مارگا ان دایتن در نقش خانم پیکت
- وستر پگ در نقش آیک پلامر
- جو ریکسون در نقش هنک پلامر
- جک پنیک در نقش جری
- دوک آر لی در نقش کلانترِ لردزبرگ
- جک کرتیس
- تئودور لورچ
- میکی سیمپسون
- فلورنس لیک

## جوایز
- جایزه اسکار بازیگر نقش مکمل مرد برای توماس میچل
- جایزه اسکار موسیقی متن
- نامزد اسکار بهترین فیلم
- نامزد اسکار کارگردانی
- نامزد اسکار فیلم‌برداری (سیاه سفید)
- نامزد اسکار صحنه آرایی
- نامزد اسکار تدوین